# Cromemco

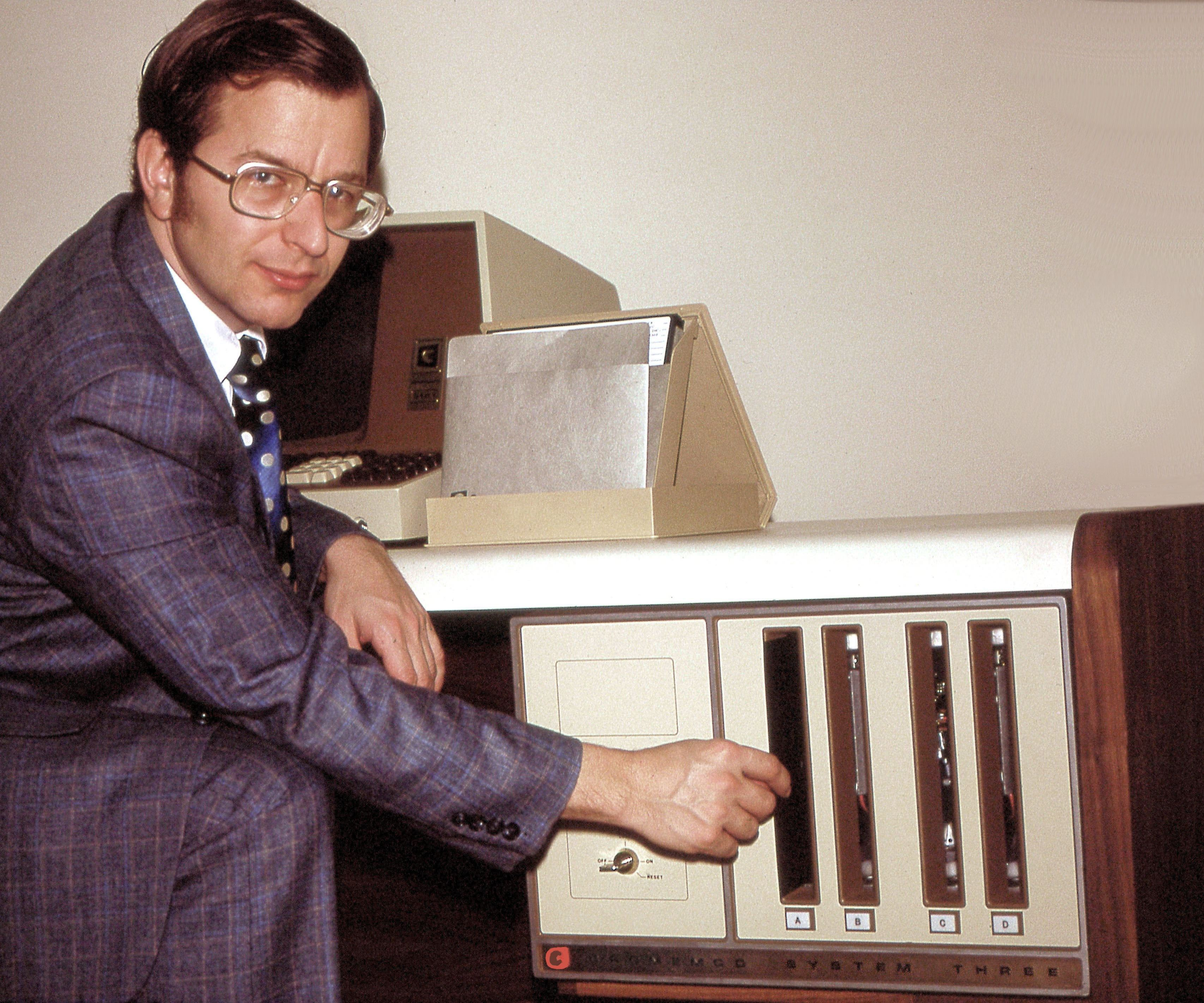
Harry Garland mit dem Cromemco System Three Computer (1979)

Cromemco war ein US-amerikanisches Unternehmen mit Firmensitz in Mountain View, Kalifornien, das im Zuge der Verfügbarkeit von preisgünstigen Mikroprozessoren zur ersten Welle von Unternehmen (zusammen mit Apple, Commodore, Apollo und anderen) gehörte, welche Mikrocomputer bzw. PCs populär machten.
Es wurde 1971 von Roger Melen und Harry Garland, zwei Studenten der Stanford-Universität, gegründet und nach deren Studentenwohnheim „Crothers Memorial Hall Dormitory“ CRO MEMCO benannt. Im Jahre 1983 hatte Cromemco ca. 500 Angestellte bei einem Jahresumsatz von 55 Mio. USD.
1975 entwarf Cromemco die erste kommerzielle volldigitale Kamera, die Cyclops, diese Kamera war auch die erste, die eine Schnittstelle zu einem Mikrocomputer hatte.
Bekannt wurde Cromemco zunächst mit der Herstellung einer Einsteckkarte für den S-100-Bus (für den Altair 8800), die eine Ausgabe auf normale Fernseher gestattet, den TV-Dazzler, und somit zu der ersten Grafikkarte für Mikrocomputer, die mit einer Auflösung von 128×128 Pixeln und 500 Byte Speicher ausgestattet war.
Der bekannteste Cromemco-Computer war der C3, ein Mehrplatzsystem auf Zilog-Z80-Basis mit 64 kB Hauptspeicher, einem bis vier Diskettenlaufwerken und Anschlüssen für Cromemco- und Zenith-Terminals. Weitere Modelle waren Cromemco I bis II (mit Intel 8080), der Cromemco-PC (mit Motorola 68000), und der Z2D (mit einem CP/M-Derivat).
Cromemco hat im Mikrocomputerbereich den ersten Fortran-Compiler, die erste Festplatte und das erste Unix (Cromix) angeboten.
Das Unternehmen wurde 1987 an Dynatech verkauft. Die Europasparte wurde als Cromemco AG reorganisiert und existiert bis heute.